# 小中泉天主教堂
小中泉天主教堂，位于山东省泰安市肥城市湖屯镇。是中华人民共和国山东省省级文物保护单位之一。
2010年，列入第三批泰安市文物保护单位。2015年6月23日，列入第五批山东省文物保护单位，该文物保护单位分类为近现代重要史迹及代表性建筑。